# Aborichthys elongatus
Aborichthys elongatus је врста малене слатководне рибе из реда  шаранки која живи само по маленим рекама и потоцима у провинцији Дарјелинг у  индијакој држави Западни Бенгал. 
Ова риба воли брзе и плитке реке са шљунковитим и песковитим дном, где се сакривају по шупљинама. На леђима има само једну  перају, код устију има неколико бркова, реп јој је црвенкаст, а тело ишарано вертикалним пругама. Нарасту максимално до 5.3 центиметра, а држе се и по акваријумима.
Рибе рода Aborichthys класифицирајусе породици Nemacheilidae.